# Jean Espilondo
Jean Espilondo, né le 11 janvier 1948 à Mauléon (Pyrénées-Atlantiques), est un homme politique français. Il est maire d'Anglet de 2008 à 2014.
Élu conseiller général d'Anglet-Nord en 1998, réélu en 2004, il cède sa place en 2011 en vertu du non-cumul des mandats qu’il choisit de s’appliquer. Il est député à l'Assemblée nationale de 1998 à 2002.
Il est vice-président de l'Agglomération Côte Basque-Adour et vice-président de la Fédération des villes moyennes, responsable de l'urbanisme[Quand ?].

## Biographie

### Origines, études, et famille
Son père, Robert Espilondo (1913-?) est employé de bureau dans une usine de sandales, puis au groupe Hutchinson où il finit sa carrière comme cadre. Sa mère Irma Castets tient un bar-tabac à Mauléon.[réf. nécessaire]
Il devient contrôleur des impôts et inspecteur des Domaines à l’école nationale des Impôts de Clermont-Ferrand. En parallèle de cette école, il est lauréat du pré-concours d’entrée à l’ENA. Il bénéficie de deux années de préparation, l’une à Sciences-Pô Paris et la deuxième à Sciences-Po Bordeaux qui venait de se créer.[réf. nécessaire]

### Carrière professionnelle et syndicale
Sa carrière au ministère des Finances a commencé dans le 7e arrondissement de Paris et se termine 40 ans et demi plus tard, au service des Domaines, à Dax, en 2008. 
En parallèle, il est Secrétaire national CGT chargé des fonctionnaires de la catégorie A, de 1980 à 1984.[réf. nécessaire]

### Carrière politique
C’est sur la Côte basque, à Anglet qu'il s'engage réellement en politique. Il entre au Parti socialiste angloy en 1984. 
En 1989 il intègre la liste de Jean Pierre Voisin aux municipales. Victor Mendiboure est réélu maire d’Anglet, mais Jean Espilondo est élu pour la 1re fois conseiller municipal. 
Aux élections municipales de 1995 Robert Lagareste est tête de liste. Ils passent de 25 % à 38 %.
En 1997, c'est la dissolution de l'Assemblée nationale, sous la présidence de Jacques Chirac. La Bayonnaise Nicole Péry se présente sur la circonscription d’Anglet, de Bayonne et du Bas-Adour. Elle a choisi l'Angloy Jean Espilondo comme suppléant. Et la Gauche emporte pour la 1e fois cette circonscription.
Jean Espilondo se présente aux cantonales de 1998 à Anglet-nord. Il est élu.
Nicole Péry vient d'être nommée secrétaire d'État à la formation professionnelle dans le Gouvernement Jospin, (30 mars 1998) ; Jean Espilondo devient alors député à l'Assemblée nationale.
Il porte plusieurs dossiers au sein de la Commission des lois, au sein du groupe de travail sur les langues régionales, comme rapporteur d’une loi sur les sapeurs-pompiers volontaires, comme vice-président d’une commission d’enquête sur l’efficacité des aides publiques versées aux grandes multinationales, comme auteur d’un rapport sur le schéma national de transport de marchandises. 
Mais il s’investit surtout sur la réforme du « mille-feuille territorial ». Il s’implique sur la loi Voynet et la création des « Pays » qui regroupe communes et intercommunalités ; sur la loi Chevènement et la création des communautés d'agglomération ou la loi Besson et le logement social. 
Il défend la généralisation dans les « pays » du conseil des élus qui avait été mis en place à titre expérimental au Pays basque, à côté du conseil de développement. Son amendement est repoussé, le Gouvernement craignant de voir les pays évoluer comme une nouvelle collectivité territoriale. De même, il propose un mode de désignation des conseillers communautaires qui assure la représentation des oppositions dans les futures communautés d'agglomération. Il parvient à faire adopter son amendement par la Commission des lois de l’Assemblée nationale… Mais finalement le Gouvernement Jospin s’y oppose, et l’amendement est repoussé. Il faudra attendre 2013 pour que la loi consacre ce principe.
En 2002, la gauche est battue à l’élection présidentielle. Jean Espilondo est battu aux législatives qui suivent par Jean Grenet, candidat de l’UMP et maire de Bayonne. Il en est de même en 2007, lors des législatives qui suivent l’élection de Nicolas Sarkozy à l’Élysée.
Il se représente alors aux cantonales de 2004 où il est réélu Conseiller général avec 58 % des voix face au maire d’Anglet, Robert Villenave. En 2001 la gauche perd les municipales avec 204 voix d’écart. Elle les gagne de 940 voix d’avance en 2008. Il devient donc maire d’Anglet et en vertu du non-cumul des mandats qu’il s’applique il ne se présente ni aux cantonales de 2011 alors qu’il était sortant, ni aux législatives de 2012. Il perd les municipales 2014 avec 3011 voix d'écart.

## Détail des mandats et fonctions
- 2008-2014 : maire d’Anglet
- 2004-2011 : conseil général du canton d'Anglet-Nord.
- 1998-2002 : député de la cinquième circonscription des Pyrénées-Atlantiques.
- 1998-2004  : conseil général du canton d’Anglet-Nord.